# 箱田聖二
箱田 聖二（はこだ せいじ）は、日本の知的財産学者、新領域法学者。農学修士（九州大学）。大阪工業大学知的財産専門職大学院教授。日本知財学会第16回年次学術研究発表実行委員会2018委員。経済産業省近畿経済産業局主催近畿知財塾2013-2016コーディネータ。
専門は、知的財産戦略（特に知財ミックス戦略、外国特許出願戦略）・新領域法学（特に医薬・バイオ特許）。

## 略歴
九州大学大学院農学研究科修士課程修了。1982年武田薬品工業に入社。同社中央研究所にて、抗がん剤などの研究開発に従事した後、知的財産部へ異動。主に医薬品/バイオ関係の特許出願・FTO調査（特許侵害予防調査）・権利化・維持・放棄の一連の業務に携わる（海外関連会社を含む）。2013年より大阪工業大学知的財産専門職大学院教授。
知的財産戦略の対外啓蒙活動として、経済産業省近畿経済産業局主催「近畿知財塾」2016（テーマ：知財による製品の多面的保護(知財ミックス)の例、医薬品における外国出願戦略）でファシリテータ兼コーディネータを務めている。